# نات بيلي
نات بيلي (بالإنجليزية: Nat Bailey)‏ هو صاحب مطعم أمريكي، ولد في 31 يناير 1902 في سانت بول في الولايات المتحدة، وتوفي في 27 مارس 1978.